# 高島勲
高島 勲（たかしま いさお、1943年 - ）は、日本の地球科学の研究者である。秋田大学教授。専門は地質学、地熱・火山エネルギーの研究。

## 来歴・人物
1968年、埼玉大学文理学部理学科卒業。1983年、理学博士学位授与（東北大学）。1968年、通産省地質調査所を経て、1983年より秋田大学へ移る。現在、秋田大学工学資源学部附属環境資源学研究センター教授。地熱探査で広く利用されている「変質鉱物生成年代測定法」について研究した。

## 論文
- 「古期雲仙火山の熱ルミネッセンス年代  -地質調査補助データとしての利用」（共著）（『月刊地球』 36(8), 272-276, 2014年）
- 「フィリピン・ルソン島南部イロシン火砕流堆積物およびそれに伴う降下火山灰の熱ルミネッセンス（TL）年代」（共著）（『地学雑誌』 123(1), 153-158, 2014年）
- 「日本海東縁海底下に分布する砂層の孔隙特性と年代  MD179航海」（共著）（『石油技術協会誌』 78(2), 170-177, 2013年）
- 「九重火山中西部の熱ルミネッセンス年代」（共著）（『号外地球』 (62), 32-36, 2013年）
- 「火山岩類の熱ルミネッセンス(TL)年代測定の手法と適用例  -測定技術の進歩と厳密な試料選択による信頼性の確立」（共著）（『号外地球』 (62), 26-31, 2013年）
- 「北海道・東北地域の火山岩類の予察的熱ルミネッセンス年代  -半定量年代測定としての利用例」（共著）（『火山』 57(1), 37-43, 2012年）
- 「地熱に係った40年の回想と現状への危機感 -研究からビジネスモデルへ・そして海外活動」（『地熱技術』 36(1・2), 3-8, 2011年）
- 「カンペンペット（タイ）における地中熱ヒートポンプ冷房利用の実証試験における地下環境評価について」（共著）（『地質調査研究報告』 60(9-10), 491-501, 2009年）
- 「秋田県男鹿温泉は放射能泉か?  -温泉排水の高放射能スケールによるTravertineの年代測定」（共著）（『日本地質学会学術大会講演要旨』 115, 154, 2008年）
- 「フィリピン共和国,ピナツボ火山の熱ルミネッセンス年代」（共著）（『日本地質学会学術大会講演要旨』 115, 57, 2008年）
- 「新期雲仙火山、古江・礫石原・湯江川火砕流堆積物の熱ルミネッセンス年代」（共著）（『福岡大学理学集報』 38(2), 53-62, 2008年）
- 「紀伊半島南部, 本宮および十津川地域の温泉周辺の熱水活動史」（共著）（『岩石鉱物科学』 37(2), 27-38, 2008年）
- "Geothermal geology of the Oyasu-Akinomiya area, Southern Akita, NE Japan" , （共著）（『地質学雑誌』 114(Supplement), S97-S109, 2008年）
- 「新期雲仙火山の火砕流堆積物の熱ルミネッセンス年代測定」（共著）（『日本火山学会講演予稿集』 2007, 7, 2007年）
- 「北海道・東北地域の火山岩類の熱ルミネッセンス年代」（共著）（『日本火山学会講演予稿集』 2007, 6, 2007年）
- 「男鹿半島北東部潟西段丘上のローム層層序とその特徴」（共著）（『日本地質学会学術大会講演要旨』 114, 328, 2007年）
- 「下北半島, むつ燧岳火山地域の変質帯と変質岩の熱ルミネッセンス年代」（共著）（『岩石鉱物科学』 36(4), 111-121, 2007年）
- 「バジャワ地域のスコリヤ丘群のFe-Ti酸化物に関する岩石学的研究  -インドネシアのバジャワ地熱地域熱源マグマ混合の証拠」（共著）（『日本地熱学会誌』 29(3), 141-150, 2007年）
- 「フィリピン共和国,ルソン島の火山活動に関する熱ルミネッセンス法と放射性炭素法による年代学的研究」（共著）（『名古屋大学加速器質量分析計業績報告書』 18, 124-133, 2007年）
- 「男鹿半島北東部潟西段丘上のローム層層序とその特徴」（共著）（『日本地質学会学術大会講演要旨』 2007(0), 643-643, 2007年）
- "Petrology of Fe-Ti oxides in the Bajawa Cinder Cone Complex: Evidence of multi-stage magma as a heat source for Bajawa geothermal field, Indonesia" , （共著）（『日本地熱学会誌』 29(3), 141-150, 2007年）
- 「地中熱利用の普及を目指した秋田方式の取り組み  -既存熱源とのハイブリッド最適利用とコスト削減の工夫」（共著）（『温泉科学』 56(3), 62-68, 2006年）
- 「新期雲仙火山の火砕流堆積物の熱ルミネッセンス年代測定」（共著）（『日本火山学会講演予稿集』 2006, 130, 2006年）
- 「九重火山,久住山系の熱ルミネッセンス年代測定」（共著）（『日本火山学会講演予稿集』 2006, 1, 2006年）
- 「鬼首・鳴子カルデラ周辺の後期更新世火砕流堆積物及び火山岩の熱ルミネッセンス年代」（共著）（『岩石鉱物科学』, 35/, 2006年）
- 「熱ルミネッセンス年代測定法の現状と火山活動史への応用」（『名古屋大学加速器質量分析計業績報告書』 17, 38-43, 2006年）
- 「熱ルミネッセンス法による九重火山の噴火史の再検討」（共著）（『名古屋大学加速器質量分析計業績報告書』 17, 92-101, 2006年）
- 「南九州,入戸火砕流堆積物の熱ルミネッセンス年代」（共著）（『福岡大学理学集報』 36(1), 25-30, 2006年）
- 「卓上型エネルギー分散蛍光X線分析装置による岩石試料の分析精度」（共著）（『秋田大学工学資源学部研究報告』 26, 29-34, 2005年）
- 「ミャンマー南部タニンサリュイ沿岸地域におけるASTER及びLandsat衛星画像を使用したリモートセンシングによる鉄酸化物の検出」（共著）（『秋田大学工学資源学部研究報告』 26, 21-28, 2005年）
- 「信頼できる熱ルミネッセンス年代測定のための試料選択」（共著）（『日本火山学会講演予稿集』 2005, 28, 2005年）
- 「現場紹介 秋田大学工学資源学部における地熱の教育と研究」（『地熱技術』 30(1・2), 63-67, 2005年）
- 「放射性炭素および熱ルミネッセンス年代測定による鍋島岳火山の噴火年代の検討」（共著）（『福岡大学理学集報』 35(1), 41-48, 2005年）
- 「秋田県鷹巣町における浅部地中熱利用ヒートポンプ実験」（共著）（『日本地熱学会学術講演会講演要旨集』 2004, A12, 2004年）
- 「東北及び北海道の第四紀火山岩の熱ルミネッセンス年代の総括」（共著）（『日本地熱学会学術講演会講演要旨集』 2004, P15, 2004年）
- 「伝統的井戸掘削手法等による超低価格システム(秋田方式)による地中熱利用住宅の商品化」（共著）（日本地熱学会学術講演会講演要旨集 2004, O01, 2004年）
- Thermoluminescence age determination of Quaternary volcanic rocka and alternation products at Tawau area, Sabah, malaysia （共著）(J. Geotherm. Res. Soc. Japan, /26, 2004)
- 「熱ルミネッセンス法による新期雲仙火山溶岩ドームの年代測定  -妙見岳火山以降2万5千年の噴火活動史」（共著）（『火山』 49(2), 73-81, 2004年）
- 「火山噴火予知と地熱探査」（共著）（『放射線と産業』 (101), 25-31, 2004年）
- 「秋田県大潟村の表層抽熱システムの運転実績」（共著）（『日本地熱学会学術講演会講演要旨集』 2003, 45, 2003年）
- 「信頼できる熱ルミネッセンス年代測定手法の検討  -八幡平地域の火山岩を例として」（共著）（『日本地熱学会学術講演会講演要旨集』 2003, 10, 2003年）
- 「熱ルミネッセンス年代測定はどこまで使えるか  -ルミネッセンス研究から真の年代測定へ」（共著）（『日本火山学会講演予稿集』 2003, 17, 2003年）
- 「起業と競争による産業創出で地熱の再生を -30年の研究開発の蓄積を生かして」（『地熱エネルギー』 28(3), 309-314, 2003年）
- 「土木的手法による低価格浅層抽熱システムの実用化可能性と問題点  -秋田県大潟村における実践例と将来展望」（共著）（『日本地熱学会誌』 24(4), 365-371, 2002年）
- 「八幡平北部及び周縁火山群の熱ルミネッセンス年代測定」（共著）（『日本火山学会講演予稿集』 2002(2), 172, 2002年）
- 「数値標高モデルによるカルデラ地形の検出」（共著）（『日本リモートセンシング学会誌』 22(3), 288-298, 2002年）
- 「地学 南九州、姶良岩戸テフラの熱ルミネッセンス年代」（共著）（『福岡大学理学集報』 32(2), 63-67, 2002年）
- 「姶良カルデラ起源, 岩戸テフラの熱ルミネッセンス年代」（共著）（『日本地理学会発表要旨集』 61, 116, 2002年）
- 「インドネシア・フローレス島中部バジャワ地熱地域の火山岩及び変質岩の熱ルミネッセンス年代」（共著）（『地質調査研究報告』 53(2・3), 139-146, 2002年）
- "Detection of Topographic Caldera by using Digital Elevation Model Data." ,（共著） 日本リモートセンシング学会誌 22(3), 288-298, 2002
- "Possibilities and Problems for Introduction of Low Cost Shallow Heat Extraction System by Use of Civil Engineering Machines. Case Study and Future at Ogata Test Site, Akita Prefecture, Japan.:Case Study and Future at Ogata Test Site, Akita Prefecture, Japan" , （共著）, 日本地熱学会誌 24(4), 365-371, 2002
- 「2001年噴火により実証されたインドネシアフローレス島バジャワ地域の岩脈状熱源」（共著）（『日本地熱学会学術講演会講演要旨集』 2001, B51, 2001年）
- 「土木手法の導入による超低価格地中熱抽出システムの建設とその実験結果」（共著）（『日本地熱学会学術講演会講演要旨集』 2001, B24, 2001年）
- 「八幡平安比地域の変質帯と火山岩・変質岩の熱ルミッセンス年代 -変質帯調査・年代測定・リモートセンシングによる地熱地域の評価」（共著）（『日本地熱学会誌』 23(4), 251-261, 2001年）
- 「北海道中〜東部火砕流堆積物の層序とTL年代(1)  -十勝三股カルデラの提唱と関連火砕流堆積物」（共著）（『日本地質学会学術大会講演要旨』 108, 136, 2001年）
- 「オーストラリア, ニューサウスウエールズ州ブロークンヒルから産する緑色生長石における鉛の固溶と挙動」（共著）（『岩鉱  岩石鉱物鉱床学会誌』 95(3), 71-84, 2000年）
- 「火山の年代から高温地熱地域を予測する試み」（『日本地熱学会学術講演会講演要旨集』 2000, 2000年）
- 「再生可能エネルギーとしての地熱の将来性」（『日本ビジネスレポート』、2000年）
- 「北関東高原火山富士山溶岩ドームの熱ルミネッセンス年代」（『火山』 44(6), 275-277, 1999年）
- 「インドネシアフローレス島バジャワ地域の岩脈状マグマによる地熱規制」（共著）（『日本地熱学会学術講演会講演要旨集』 1999, 1999年）
- 「インドネシアフローレス島マタロコ周辺の火山岩及び変質岩のTL年代」（共著）（『日本地熱学会学術講演会講演要旨集』 1999, 1999年）
- 「栗駒北部湯沢雄勝地域の坑井変質と地熱系」（共著）（『日本地熱学会誌』 21(2), 143-153, 1999年）
- 「火山岩類の熱ルミネッセンス年代測定の精度検証 -雲仙火山火砕流堆積物のβ線量精密補正年代」（共著）（『岩鉱  岩石鉱物鉱床学会誌』 94(4), 109-119, 1999年）
- 「秋田県泥湯地域の地質構造と地熱」（共著）（『日本地熱学会誌』 21(1), 55, 1999年）
- 「秋田県泥湯周辺地域の第四紀火山岩類のTL年代」（共著）（『岩鉱 岩石鉱物鉱床学会誌』 94(1), 1-10, 1999年）
- "Alteration of Core Samples and Geothermal System in Yuzawa-Ogachi Area, Kurikoma North, Northeast Japan." , （共著）, 日本地熱学会誌 21(2), 143-153, 1999
- 「秋田県泥湯周辺地域の第四紀火山岩類のTL年代」（『岩鉱』 94, 1-10, 1999年）
- 「リモートセンシングによる地質露頭情報の収集記録システムの研究」（共著）（『千葉大学環境リモートセンシング研究センター年報』 3, 36-37, 1998年）
- 「秋田県泥湯地域の地質構造と地熱」（共著）（『日本地熱学会学術講演会講演要旨集』 1998, 1-13, 1998年）
- 「岩手県安比地熱地域の変質帯と火山の年代」（共著）（『日本地熱学会誌』 20(1), 60-61, 1998年）
- 「秋田県大潟村エネルギー自給計画―石油時代後のエネルギーを考える」（『秋田の自然エネルギー』、1998年）
- 「秋田県泥湯周辺地域の地質と熱源評価」（共著）（『日本地熱学会誌』 19(2), 107, 1997年）
- 「秋田県湯沢-雄勝地域のボーリングコアの地熱変質作用と化学組成の変化」（共著）（『日本地熱学会誌』 19(2), 106, 1997年）
- 「秋田県泥湯周辺地域の地質と熱源評価」（共著）（『日本地熱学会学術講演会講演要旨集』 1996, A18, 1996年）
- 「リモートセンシングによる地質露頭情報の収集記録システムの研究」（共著）（『千葉大学環境リモートセンシング研究センター年報』 1, 26, 1996年）
- 「秋田県湯沢雄勝地区のボーリングコアの変質と化学組成」（共著）（『日本地熱学会誌』 18(2), 150, 1996年）
- 「雲仙とフィリピン アルトピーク地域の地熱系の比較」（共著）（『日本地熱学会誌』 18(2), 143-144, 1996年）
- 「地質露頭記録システム(GEORS)の構築」（共著）（『秋田大学鉱山学部資源地学研究施設報告』 61, 81-84, 1996年）
- 「熱ルミネッセンス年代測定 -特に石英による火山岩類の測定精度について」（『第四紀研究』 34(3), 209-220, 1995年）
- 「ホルンブレンド地質圧力計の肘折カルデラ噴出物への応用」（共著）（『日本地熱学会誌』 17(2), 138, 1995年）
- 「秋田県湯沢雄勝地域の地熱変質と熱水系」（共著）（『日本地熱学会誌』 17(2), 136-137, 1995年）
- 「秋田県秋の宮-小安地域の断裂系」（共著）（『日本地熱学会誌』 17(2), 136, 1995年）
- 「タイ王国の活断層研究」（『秋田大学鉱山学部資源地学研究施設報告』、1995年）
- 「熱ルミネッセンス年代測定 -特に石英による火山岩類の測定精度について」（『第四紀研究』 34, 209-220, 1995年）
- 「TL年代からみた雲仙火山の発達史」（共著）（『日本火山学会講演予稿集』 1994(2), 76, 1994年）
- 「北海道阿寒湖周辺の火砕流堆積物のTL年代」（共著）（『日本地質学会学術大会講演要旨』 101, 206, 1994年）
- 「西南日本雲仙地域の溶岩/円頂丘溶岩及び崩壊堆積物の熱ルミネッセンス年代」（共著）（『火山』 39(1), 1-12, 1994年）
- 「TL年代測定は火山活動史を書き換えるか」（共著）（『日本地質学会学術大会講演要旨』 100, 752, 1993年）
- 「倶多楽火山層序とTL年代」（共著）（『日本地質学会学術大会講演要旨』 100, 536, 1993年）
- 「タイ北部サンカンペン、ファレ及びメチャン地熱地域の予備的放射能探査」（『秋田大学鉱山学部震源地学研究施設報告』, 58/, 7-28, 1993年）
- 「TL年代測定による雲仙火山の層序と二次堆積物の時代及び供給源の推定」（共著）（『日本火山学会講演予稿集』 1992(2), 2, 1992年）
- 「秋田県三途川層の沸石化作用と変質過程」（共著）（『秋田大学鉱山学部研究報告』 (13), p93-102, 1992年）
- 「北海道洞爺湖周辺の第四紀火砕岩及び火山岩のTL年代」（『岩石鉱物鉱床学会誌』, 87/5, 1992年）
- 「1万年より若い火山岩の年代測定例としての雲仙火山眉山岩体のTL年代」（共著）（『日本火山学会講演予稿集』 1991(2), 32, 1991年）
- 「TL年代測定法」（『地球科學』 45(2), 153-154, 1991年）
- 「南部フォッサマグナ西部糸魚川-静岡構造線の予察的断層TL年代測定」（共著）（『秋田大学鉱山学部資源地学研究施設報告』 (56), p127-130, 1991年）
- 「変質年代測定における問題点とその地熱探査への利用」（『秋田大学鉱山学部資源地学研究施設報告』 (56), p115-125, 1991年）
- 「青森県八甲田地域の火砕流堆積物のTL年代」（『岩石鉱物鉱床学会誌』, 85/10, 1990年）
- 「吾妻地熱地域の変質年代とその地熱探査への応用に関する予察」（共著）（『秋田大学鉱山学部資源地学研究施設報告』 (55), p79-85, 1990年）
- "TL ages of the Hakkoda Pyroclastic Flow Deposits, Aomori Prefecture, northeast Japan." , （共著） , 岩鉱 85(10), 459-468, 1990
- "Alteration and TL age of the Palinpinon geothermal area, Negros Island, southern Philippines." , （共著） , 日本地熱学会誌 12(4), 315-325, 1990
- 「青森県八甲田地域の火砕流堆積物のTL年代」（岩鉱 85, 459-468, 1990）
- 「福島県会津田島地域の火砕流堆積物のK-Ar年代とTL年代の比較」（共著）（『地質學雜誌』 95(11), 807-816, 1989年）
- 「生長曲線法による火砕岩および火山岩のTL年代測定」（共著）（『日本火山学会講演予稿集』 1989(1), 56, 1989年）
- 「生長曲線法による熱ルミネッセンス年代測定の問題点」（共著）（『秋田大学鉱山学部資源地学研究施設報告』 (54), p23-30, 1989年）
- "Comparison between K-Ar and TL dating results of pyroclastic flow deposits in the Aizutajima area, Northeast Japan." , （共著）, 地質学雑誌 95(11), 807-816, 1989
- 「福島県会津田島地域の火砕流堆積物のK-Ar年代とTL年代の比較」（『地質雑』 95, 807-816, 1989年）
- 「タイ北部地域の玄武岩の化学組成について」（共著）（『日本地質学会学術大会講演要旨』 95, 342, 1988年）
- 「熱ルミネッセンス法による第四紀酸性火砕流及び火山岩の年代測定」（共著）（『地質学論集』 (29), 217-224, 1988年）
- 「2次イオン質量分析計による岩石の主要及び微量成分分析」（『秋田大学鉱山学部資源地学研究施設報告』 (52), p67-70, 1987年）
- 「タイ北部サンカンペン地熱地域の変質岩の熱ルミネッセンス年代測定に関する予察的研究」（共著）（『地質調査所月報』 38(1), p51-56, 1987年）
- 「タイ北部サンカンペン地熱地域の変質と土壌ガス探査」（共著）（『地質調査所月報』 38(1), p41-49, 1987年）
- 「北部タイの温泉及び天水の同位体組成」（共著）（『地質調査所月報』 38(1), p33-40, 1987年）
- 「八幡平葛根田 -大松倉沢及び周辺地域の地熱活動史と熱水系-熱ルミネッセンス法による変質岩の年代測定の地熱探査への応用」（『地熱学会誌』 9, 43-55, 1987年）
- 「熱ルミネッセンス年代測定による八幡平玉川 -小和瀬地域の地熱活動史の解明」（共著）（『岩石鉱物鉱床学会誌』 81(11), p458-465, 1986年）
- 「広域地熱モデルと松川 -葛根田地熱系の予察」（共著）（『秋田大学鉱山学部地下資源研究施設報告』 (51), p35-38, 1986年）
- 「吾妻山北西部白布温泉付近の花崗閃緑岩類の変質--基盤内熱水流動解析への応用」（共著）（『秋田大学鉱山学部地下資源研究施設報告』 (51), p1-11, 1986年）
- "Application of thermoluminescence dating to geothermal history of the Tamagawa-Kowase area, Hachimantai geothermal field, northeast Japan." , （共著）, 岩石鉱物鉱床学会誌 81(11), 458-465, 1986
- 「大峠粘土鉱床における化学成分の移動」（共著）（『粘土科学討論会講演要旨集』 (29), 37, 1985年）
- 「火山岩および変質岩の熱ルミネッセンス年代測定における問題点」（共著）（『地熱』 22(3), p215-223, 1985年）
- 「熱ルミネッセンス法による火山岩と変質岩の年代測定とその地熱活動史研究への応用」（『地質調査所月報』 36(6), p321-366, 1985年）
- 「豊肥地域の地熱変質と熱水系」（共著）（『地質調査所報告』 (264), p185-241, 1985年）
- 「岩手山西部大松倉沢,網張元湯,大地獄谷地域の地熱変質」（共著）（『秋田大学鉱山学部地下資源研究施設報告』 (50), p9-18, 1985年）
- "Alteration and large scale hydrothermal systems in the Hatchobaru-Noya and adjacent geothermal areas, Kyushu, Japan." , （共著）, 日本地熱学会誌 7(1), 19-40, 1985
- 「北部九州八丁原・野矢及び周辺地域の広域地熱変質と熱水系」（『日本地熱学会誌』, 7/4, 1985年）
- 「第三紀陥没構造と熱水系」（『火山』 第2集 29(2), 166-167, 1984年）
- 「熱ルミネッセンス年代測定の手法と問題点 -特に試料処理と発光測定について」（『秋田大学鉱山学部地下資源研究施設報告』 (49), p11-22, 1984年）
- 「大江高山火山群の溶岩類のフィッション・トラック年代」（共著）（『地球科學』 37(5), 275-278, 1983年）
- 「大分県野矢地熱地域の火山岩の熱ルミネッセンス法による年代測定」（『地質調査所月報』 33(3), p125-131, 1982年）
- 「サ-モルミネッセンスによる変質年代決定法の基礎的研究」（『地質調査所月報』 30(5), p285-295, 1979年）
- 「静岡県賀茂郡河津・下賀茂地域の熱水変質帯」（共著）（『地質調査所報告』 (259), p517-536, 1978年）
- 「秋田県鹿角市大沼地熱地域の熱水変質帯」（共著）（『地質調査所報告』 (259), p281-310, 1978年）
- 「変質鉱物としての沸石  輝沸石-斜プチロル沸石,モルデン沸石および方沸石-ワイラカイト」（共著）（『地球科學』 32(3), 151-165, 1978年）
- 「宮城県鬼首地熱地帯の変質鉱物  -深成岩および変成岩」（『日本地質学会学術大会講演要旨』 82, 145, 1975年）
- 「伊豆半島南部の変質帯について  -深成岩・変成岩」（『日本地質学会学術大会講演要旨』 81, 313, 1974年）
- 「熊本県岳の湯地域の地質構造および地熱活動の年代について」（『地質調査所月報』 25(6), 257-262, 1974年）
- 「走査型差動熱量計(DSC)による石英の転移温度の測定と,その地質温度計および生成環境推定への応用」（岩石鉱物鉱床学会誌 69(2), 75-80, 1974年）
- 「カオリン合成におけるシリカ含量の影響」（『地質調査所月報』 24(6), 261-267, 1973年）
- 「熊本県岳の湯地熱地帯産の束沸石」（『岩石鉱物鉱床学会誌』 68(1), 30-36, 1973年）
- 「熊本県岳の湯地熱地帯の岩石の変質」（『地質調査所月報』 23(12), 721-728, 1972年）
- 「熊本県岳の湯の岩石の変質  地球物理・地球科学」（『日本地質学会学術大会講演要旨』 昭和46, 147, 1971年）
- 「伊豆半島中央西部の地質構造」（共著）（『日本地質学会学術大会講演要旨』 77, 248, 1970年）

## 受賞
- 1986年　日本地熱学会論文賞受賞